# Maligne hyperthermie
Maligne hyperthermie (MH) is een erfelijke aandoening van de spieren, waarbij spieren afwijkend reageren op anesthesiegassen en bepaalde spierverslappers. De reactie doet de hele lichaamstemperatuur stijgen, wat cellen kan beschadigen en zelfs dodelijk is.

## Algemeen
Een andere naam voor maligne hyperthermie is maligne hyperpyrexie. Het komt voor bij 1 op de 50.000 verdovingen, en 1 op de 7.500 verdovingen bij kinderen. In bepaalde streken komt MH vaker voor: delen van Wisconsin en North Carolina, verder bepaalde groepen uit Oostenrijk en Franse pioniers in Quebec.

## Verschijnselen en symptomen
Eerst ontstaat spierrigiditeit (een verkrampte toestand) bijvoorbeeld in de kaakspieren en spierafbraak (rabdomyolyse). Er ontstaat een hoog metabolisme in het hele lichaam vanuit de spieren met productie van koolzuurgas (CO2) en zuur (acidose). Vaak is de lichaamstemperatuur verhoogd, maar dit kan ook pas laat in het ziektebeeld ontstaan. Uiteindelijk ontstaan er ernstige hartritmestoornissen zoals tachycardieën (met name ventriculair). Bijkomend kan er nierschade ontstaan (door het spierverval en neerslaan van spierafbraakproducten in de nier: de urine is dan ook verkleurd). Ook kan er hersenschade ontstaan. In 10% van de gevallen faalt de therapie en overlijdt de patiënt. In het bloed kan men de hoeveelheid CK (creatinekinase) meten, wat spierverval kan aantonen. Daarnaast dient men bloedgassen te meten (met de zuurgraad en de hoeveelheid koolzuurgas). In de urine kan men myoglobine aantonen (myoglobinurie).

## Oorzaken
Bij alle momenteel gebruikte dampvormige anesthetica (anesthesiegassen) is maligne hyperthermie beschreven. Dit zijn de gehalogeneerde koolwaterstoffen isofluraan, enfluraan, halothaan, desfluraan en sevofluraan. De oudere volatiele anesthetica zoals halothaan zouden een sterkere trigger vormen voor het uitlokken van MH dan de nieuwere desfluraan en sevofluraan.
Lachgas geeft geen MH.
Naast de volatiele anesthetica zijn ook de depolariserende curares (spierverslappers) zoals succinylcholine in staat maligne hyperthermie uit te lokken. De historische klassieke combinatie van halothaan met succinylcholine was een zeer sterke trigger bij MH-susceptibele personen. Niet-depolariserende curares lokken geen maligne hyperthermie uit.
Voor patiënten met bekende MH is er het alternatief van totaal intraveneuze anesthesie met stoffen zoals propofol in combinatie met opiaten.

## Geassocieerde ziektebeelden
In het algemeen is MH geassocieerd met diverse spierziekten (neuromusculaire ziekten). Dit zijn bijvoorbeeld de ziekte van Duchenne, de spierdystrofie van Becker, facioscapulohumerale dystrofie en familiale hyperkaliëmische periodieke paralyse. Patiënten met inspanningsgebonden rabdomyolyse kunnen ook gevoelig zijn voor MH.

## Behandeling, therapie
Naast koelen met ijs en koude infusen is de hoeksteen van de behandeling dantroleen, een bepaald soort spierverslapper. Dit is een middel dat eigenlijk spierverslappend werkt en als enige middel de cascade van steeds ernstiger temperatuurstijging kan doorbreken. Het klaarmaken van dantroleen voor gebruik bij een patiënt is zeer bewerkelijk en extra mankracht is in gevallen van MH zeer noodzakelijk. Dantroleen is in ongeveer 90% van de gevallen werkzaam. De dosis Dantroleen (Dantrium) is 2 mg/kg bolus elke 5 minuten herhalen tot maximaal 10 mg/kg. Daarna moet dit elke 12 uur herhaald worden. Bij een goede respons moet het oraal gegeven worden gedurende 3 dagen in een dosis van 1–2 mg/kg 4 maal per dag.
Dantroleen is ook gebruikt bij maligne neurolept syndroom, hitteslag en extreme temperatuurstijging bij drugs zoals cocaïne en xtc (ecstasy).

## Erfelijkheid
MH is autosomaal dominant overerfbaar. Dit betekent dat er een kans van 50% is dat een kind van iemand met MH ook aangedaan is. In 50% van de gevallen is de ryanodine receptor betrokken, waarbij 30 puntmutaties beschreven zijn. Er zijn ook andere receptoren betrokken.

## Verder beleid
Gezien de potentieel ernstige gevolgen is het noodzakelijk bij alle patiënten waar men de verdenking heeft op MH in te sturen voor familie-onderzoek. In Nederland is het Canisius Wilhelmina Ziekenhuis (CWZ) in Nijmegen het nationale centrum. Hier worden spierbiopten afgenomen en bepaalde laboratoriumtests verricht. In België gebeurt dit door de Onderzoeksgroep Maligne Hyperthermie Universiteit Antwerpen.